# Polyglotta Africana
Polyglotta Africana (en español: África políglota) es un libro escrito en 1854 por el misionero y lingüista alemán Sigismund Wilhelm Koelle. La obra fue pionera en la materia al comparar 156 lenguas africanas, habiendo siendo el mayor estudio comparativo existente hasta su publicación. Según la clasificación actual, sin embargo, las variedades lingüísticas analizadas por Koelle se categorizan en sólo 120 lenguas.
Koelle viajó por África y basó su estudio en sus experiencias con la población nativa, especialmente con antiguos esclavos de Freetown. Transcribió sus datos mediante la escritura fonética ideada por el egiptólogo Karl Richard Lepsius, si bien sus transcripciones no son del todo precisas de acuerdo al método de Lepsius. En concreto, confundió sucesivamente el sonido [s] con el [z], y el [tʃ] con el [dʒ].